# Raymond Sommer
Raymond Sommer, francoski dirkač Formule 1, * 31. avgust 1906, Mouzon, Francija, † 10. september 1950, Monza, Italija.
Že pred začetkom prvenstva Formule 1 je zmagal na več kot deset pomembnejših evropskih dirkah za Veliko nagrado, dvakrat tudi na dirki 24 ur Le Mansa, v letih 1932 in 1933, v Formuli 1 pa je nastopil le na petih dirkah. Na svoji prvi za Veliko nagrado Monaka 1950 se je s četrtim mestom edinkrat uvrstil med dobitnike točk, nato pa se je na manjši dirki smrtno ponesrečil.

## Kariera
Raymond Sommer se je rodil 31. avgusta 1906 v francoskem mestu Mouzon v bogato družino, ki se je ukvarjala z izdelovanjem preprog. Za dirkanje se je začel zanimati šele leta 1931, ko je nastopal na manjših dirkah z dirkalnikom Chrysler Imperial. Že naslednje leto je zmagal na dirki 24 ur Le Mansa, kljub temu da je njegov sotekmovalec Luigi Chinetti zaradi bolezni že kmalu odstopil, tako da je moral Sommer odpeljati kar 20 ur dirke sam. Po nekaj uspehih na francoskih vzdržljivostnih dirkah, še večkrat pa je po vodstvu odstopil zaradi okvare dirkalnika, je svojo prvo zmago na dirki za Veliko nagrado dosegel proti koncu sezone 1932, na dirki za Veliko nagrado Marseilla. Zaradi nastopanja v privatnih dirkalnikih na večini dirk ni mogel konkurirati dirkačev tovarniških moštev, pa tudi pogosto je odstopal zaradi okvar dirkalnika. Naslednje leto je ponovil zmago na prestižni dirki 24 ur Le Mansa, tokrat z znamenitim Taziem Nuvolarijem. V sezoni 1935 je zmagal na dirkah Grand Prix de L'U.M.F. in Grand Prix du Comminges, v sezoni 1936 pa je dosegel svojo edino zmago na eni od najpomembnejših dirk za Veliko nagrado Francije, ob tem pa je še vedno dirkal na vzdržljivostnih dirkah in v tej sezoni dobil pomembnejšo dirko za 24 ur Spaja s Francescom Severijem. Naslednjo zmago je nato dosegel v sezoni 1939, ko je dobil dirko za Veliko nagrado Rempartsa, nakar je njegovo kariero prekinila druga svetovna vojna.
Po koncu vojne se je vrnil na dirke v velikem slogu, kajti v sezoni 1946 je bil najuspešnejši dirkač s petimi zmagami na dirkah René le Bègue Cup, kar je bila njegova edina zmaga kariere na dirki najvišjega ranga Grandes Épreuves, Velika nagrada Marseilla, Velika nagrada Foreza, Circuit des Trois Villes z Henrijem Louveauom in Velika nagrada Salona. V naslednji sezoni 1947 je na dirki za Veliko nagrado Torina dosegel  prvo zmago za Enza Ferrarija kot samostojnega konstruktorja. 
Na svoji prvi dirki novoustanovljenega Svetovnega prvenstva Formule 1 za Veliko nagrado Monaka 1950 se je s četrtim mestom edinkrat uvrstil med dobitnike točk,  nato pa je zabeležil štiri odstope. Že po koncu prvenstvene sezone se je na manjši dirki za Veliko nagrado Haute Garonne smrtno ponesrečil, ko se je zaradi odpovedi krmilnega sistema njegov dirkalnik prevrnil, Sommer pa je že po tradiciji dirkal le s platneno čelado.

## Pomembnejše zmage
- Velika nagrada Francije 1936
- Velika nagrada Marseilla 1932, 1937, 1946
- Velika nagrada Tunisa 1937
- Grand Prix de L'U.M.F. 1935
- Velika nagrada Valentina 1947
- Velika nagrada Madrida 1949
- 24 ur Spaja 1936
- Velika nagrada Torina 1947
- 24 ur Le Mansa 1932, 1933

## Popolni rezultati Formule 1

### Svetovno prvenstvo Formule 1
(legenda) (odebeljene dirke pomenijo najboljši štartni položaj, poševne pa najhitrejši krog, †-uvrščen kljub odstopu)
| Leto | Moštvo                        | Šasija              | Motor   | 1  | 2     | 3   | 4       | 5       | 6       | 7       | Prv | Toč |
| ---- | ----------------------------- | ------------------- | ------- | -- | ----- | --- | ------- | ------- | ------- | ------- | --- | --- |
| 1950 | Scuderia Ferrari              | Ferrari 125         | Ferrari | VB | MON 4 | 500 |         |         |         |         | 16. | 3   |
| 1950 | Scuderia Ferrari              | Ferrari 166         | Ferrari |    |       |     | ŠVI Ret |         |         |         | 16. | 3   |
| 1950 | Privatnik                     | Talbot-Lago T26C    | Talbot  |    |       |     |         | BEL Ret |         | ITA Ret | 16. | 3   |
| 1950 | Automobiles Talbot-Darracq SA | Talbot-Lago T26C-GS | Talbot  |    |       |     |         |         | FRA Ret |         | 16. | 3   |

### Neprvenstvene dirke Formule 1
| Leto | Moštvo                        | Šasija              | Motor             | 1     | 2   | 3       | 4       | 5   | 6   | 7   | 8       | 9       | 10      | 11  | 12  | 13  | 14  | 15      | 16  | 17  |
| ---- | ----------------------------- | ------------------- | ----------------- | ----- | --- | ------- | ------- | --- | --- | --- | ------- | ------- | ------- | --- | --- | --- | --- | ------- | --- | --- |
| 1950 | Scuderia Ferrari              | Ferrari 125         | Ferrari V12       | PAU 4 | RIC | SRM Ret |         |     |     |     |         |         |         |     |     |     |     |         |     |     |
| 1950 | Raymond Sommer                | Talbot-Lago T26C    | Talbot Straight-6 |       |     |         | PAR Ret | EMP | BAR | JER | ALB Ret |         | NAT Ret | NOT | ULS | PES | STT |         |     |     |
| 1950 | Automobiles Talbot-Darracq SA | Talbot-Lago T26C-DA | Talbot Straight-6 |       |     |         |         |     |     |     |         | NED Ret |         |     |     |     |     |         |     |     |
| 1950 | BRM Ltd                       | BRM P15             | BRM V16           |       |     |         |         |     |     |     |         |         |         |     |     |     |     | INT Ret | GOO | PEN |

| Športni dosežki                           | Športni dosežki                                             | Športni dosežki                              |
| ----------------------------------------- | ----------------------------------------------------------- | -------------------------------------------- |
| Predhodnik: Earl Howe Henry Birkin        | Zmagovalec 24 ur Le Mansa 1932 sotemkovalec: Luigi Chinetti | Naslednik: Raymond Sommer Tazio Nuvolari     |
| Predhodnik: Raymond Sommer Luigi Chinetti | Zmagovalec 24 ur Le Mansa 1933 sotekmovalec: Tazio Nuvolari | Naslednik: Luigi Chinetti Philippe Étancelin |